# Pont Nou de Monares
El Pont Nou de Monares és un pont que uneix els termes municipals de Castell de Mur, dins de l'antic terme de Guàrdia de Tremp i Llimiana, al Pallars Jussà.
És prop de a l'extrem meridional de la comarca, damunt del Pantà dels Terradets. Uneix les dues vores de l'embassament, l'oriental, pertanyent a Llimiana, i l'occidental, del poble de Cellers, a l'antic terme de Guàrdia de Tremp i actual de Castell de Mur.
Al costat de migdia del seu extrem de llevant, el de Llimiana, hi ha el Túnel de Monares, i al de l'extrem de llevant es troba l'afluència en la Noguera Pallaresa de la llau de Sant Pere.
S'anomena Pont Nou de Monares perquè substitueix el vell Pont de Monares, construit el 1916 per la Mancomunitat de Catalunya. Aquest pont fou negat per les aigües del Pantà de Terradets en ser construïda la presa durant 1933 i 1934 per Riegos y Fuerza del Ebro, com a part de les obres de la Central hidroelèctrica de Terradets. El nou nivell de les aigües també negà l'església de Sant Miquel de Cellers.